# Арнольд Мерск Маккінні Меллер
Арнольд Мерск Маккінні Меллер (дан. Arnold Mærsk McKinney Møller; 13 липня 1913 — 16 квітня 2012) — данський підприємець, син засновника суднобудівної компанії A.P. Moller-Maersk Group Арнольда Петера Меллера, з 1940 брав участь в управлінні компанією, а у 1965 після смерті батька очолив її і здійснював безпосереднє керівництво справами фірми до свого 90-річчя у 2003.
За різними підрахунками Мерск був найзаможнішим або другим за величиною багатства данцем.
У рамках своєї благодійної діяльності Мерск, зокрема, повністю профінансував спорудження нової будівлі Оперного театру Копенгагена, що відкрився у 2004.
15 грудня 2000 Мерск був удостоєний найвищої державної нагороди Данії — Ордена Слона, ставши лише третім кавалером цього ордена, що не належить до числа глав держав або осіб королівської крові. Крім того, Мерск мав різні нагороди Великої Британії, Норвегії, Ісландії, Японії та Таїланду.